# エズネ
エズネ （Aizenay）は、フランス、ペイ・ド・ラ・ロワール地域圏、ヴァンデ県のコミューン。

## 地理
ボカージュ・ヴァンデン地方にあるコミューン。北側をヴィ川が、南側をジョーネ川が流れている。
エズネは地元で話されているポワトヴァン語でEsnàeといい、住民の呼称は同じくlés Trjhousである。県道6号線、107号線、948号線、978号線の交差地点にエズネはある。

## 由来
土地の名前は様々なつづりで証明されている。11世紀にEcclesia de Asineis、12世紀にAsiniacum、1104年にAsianum、13世紀にAsènes、Asyanensis、AsiniacumそしてAisenei、14世紀にde Asiano、AyzenoysそしてAizenois、15世紀Asenayum、17世紀Izenay、18世紀にAizenayとなった。
現在のつづりと同様、古くに定型となっていたつづりは、ガリアまたはガロ＝ローマの地名であることを示している。もともとガリア語の接尾辞であった(-i)-acumは、最初は定住地、その後資産であったことを示す。最初の要素Asin-(i-)は、ガロ＝ローマの人名Asin(i)usを表す。Asinusはガロ＝ローマの人名Asius（ローマ人の人名Asianus。Azay、Aisey、Aizierを参照のこと）から派生している。確かにasinusはロバを意味し、したがってAsinacumは『ロバのいる農場』となる。ローマ起源の語Asnièresと比較される。

## 歴史
ナントとラ・ロッシュ＝シュル＝ヨン間を走る鉄道路線のエズネ駅が、1880年から1970年まであった。コエクスとの区間をつなぐ貨物輸送は1995年まで稼働していた。1996年に廃止された線路跡は、1999年に自転車用トラックに転換された。
1972年9月から1979年5月まで、ラ・シャペル＝パリュオーはエズネの一部であった。

## 人口統計
| 1962年 | 1968年 | 1975年 | 1982年 | 1990年 | 1999年 | 2008年 | 2013年 |
| ------ | ------ | ------ | ------ | ------ | ------ | ------ | ------ |
| 4077   | 4348   | 5407   | 5149   | 5344   | 6095   | 7754   | 8741   |

参照元:1962年から1999年までは複数コミューンに住所登録をする者の重複分を除いたもの。それ以降は当該コミューンの人口統計によるもの。1999年までEHESS/Cassini、2004年以降INSEE。

### ノート
1. ↑  Réélu en 1989, 1995, 2001, 2008 et 2014.